# Daecheong
1–Yeonpyeong2–Baengnyeong3–Daecheong

Đường ranh giới biển tranh chấp giữa hai miền Triều Tiên tại Hoàng Hải:
A: Đường giới hạn phương Bắc do liên quân Liên Hợp Quốc thiết lập năm 1953
B: Đường Phân định biển Liên Triều do Cộng hòa Dân chủ Nhân dân Triều Tiên tuyên bố năm 1999
Các đảo được thể hiện cụ thể
1–Yeonpyeong2–Baengnyeong3–Daecheong

Daecheong (âm Hán-Việt: Đại Thanh) là một hòn đảo có diện tích 12,63 km² (4,88 mi²), với chiều dải 7 kilômét (4,3 mi) và chiều rộng 6,3 kilômét (3,9 mi) thuộc huyện Ongjin, thành phố Incheon, Hàn Quốc, nằm gần Giới tuyến Phương Bắc. Thỏa thuận đình chiến năm 1953 kết thúc chiến tranh Triều Tiên đã định rõ rằng năm hòn đảo bao gồm Daecheong vẫn nằm dưới quyền kiểm soát của Liên Hợp Quốc và chính quyền miền Nam. Thỏa thuận này được cả Cộng hòa Dân chủ Nhân dân Triều Tiên và Bộ tư lệnh liên quân Liên Hợp Quốc ký kết. Từ đó, nó được coi là đường phân định ranh giới biển giữa hai miền Triều Tiên tại Hoàng Hải.
Hòn đảo nằm cách 19 km (12 mi) kể từ bờ biển của tỉnh Hwanghae Nam tại Bắc Triều Tiên. Hai hòn đảo lân cận là Baengnyeong và Socheong, hòn đảo về sau nhỏ hơn rất nhiều.

## Kinh tế
Ngư nghiệp là ngành kinh tế phổ biến trên đảo. Cho đến cuối thập niên 1980, đánh cá đuối là một nghề phát triển.

## Môi trường
Hòn đảo được cho là ranh giới tự nhiên cực bắc của Sơn trà hoa camellia japonica.

## Trận đánh năm 2009
Vào ngày 10 tháng 11 năm 2009, vùng biển gần đảo đã diễn ra amột vụ đụng độ giữa hải quân Bắc Triều Tiên và Hàn Quốc. Một tàu tuần tra của Cộng hòa Dân chủ Nhân dân Triều Tiên đã hư hỏng nghiêm trọng trong khi tàu của Hàn Quốc không có thương vong.